# Leptocera altimontana
Leptocera altimontana är en tvåvingeart som först beskrevs av Rohacek 1977.  Leptocera altimontana ingår i släktet Leptocera och familjen hoppflugor.
Artens utbredningsområde är Nepal. Inga underarter finns listade i Catalogue of Life.